# Mohamed Ghannouchi
Mohamed Ghannouchi (Arabisch: محمد الغنوشي, Mohammed al-Gannoesji) (Sousse, 18 augustus 1941) is een Tunesisch politicus.  Van 17 november 1999 tot 27 februari 2011 was hij de 32ste premier van Tunesië. Hij trad af na protesten tegen hem.
Ghannouchi is lid van het Tunesische parlement voor de Democratische Constitutionele Verzameling (Rassemblement Constitutionel Démocratique).
Vanaf 1989 leidde Ghannouchi de onderhandelingen van Tunesië met het Internationaal Monetair Fonds en de Wereldbank. Tussen 1992 en 1999 was Ghannouchi minister van Internationale Samenwerking  en Buitenlandse Investeringen, financiën en economische zaken. In november 1999, na de herverkiezing van president Zine El Abidine Ben Ali, benoemde deze Ghanouchi tot premier. Na de val van de president op 14 januari 2011 werd aanvankelijk aangekondigd dat Ghanouchi het presidentschap zou waarnemen. Ben Ali had vlak voor zijn vlucht het kabinet-Ghannouchi echter ontslagen, en volgens rechters van de Constitutionele Raad bepaalt de grondwet dat de parlementsvoorzitter automatisch  waarnemend president wordt als het presidentschap en het premierschap vacant zijn. Zo werd Fouad Mebazaa waarnemend president. Deze droeg direct Ghannouchi de vorming op van een regering van nationale eenheid.
Ghannouchi benoemde enkele vertegenwoordigers van oppositiepartijen, het maatschappelijk middenveld en zelfs een blogger, Slim Amamou, die slechts een week eerder was opgesloten door het regime van de afgezette president op ondergeschikte ministeries, maar handhaafde de ministers uit zijn oude kabinet op de sleutelposities. Enkele nieuwe ministers traden daarom meteen weer af, en de onrust in de straten van de steden bleef. Ghannouchi legde de nadruk op de voorbereiding van vrije verkiezingen die continuïteit in de regering noodzakelijk maakte. Hij trad uit de RCD, kondigde aan zelf geen kandidaat te zijn en zich na de verkiezingen uit de politiek te zullen terugtrekken. Op 27 januari voerde Ghannouchi een belangrijke herschikking van de regering uit en verwijderde alle voormalige RCD-leden behalve zichzelf uit te regering, waarin twaalf nieuwe ministers werden benoemd. Onder andere de ministeries van binnen- en buitenlandse zaken en defensie gingen naar onafhankelijken. 
Na een nieuwe golf van protesten nam Ghannouchi op 27 februari 2011 ontslag als premier hij werd opgevolgd door Beji Caid Essebsi.